# Gare de Berlin Schönhauser Allee
La gare de Berlin Schönhauser Allee est une gare de la S-Bahn de Berlin, nommée d'après la rue sur laquelle elle se trouve, dans le quartier de Prenzlauer Berg. 
Elle a été inaugurée en 1879 sur la Ringbahn, la ceinture périphérique de Berlin. Elle est desservie d'une part par les lignes S41 et S42 de la Ringbahn, d'autre part par les lignes S8, S9 et S85 qui relient le nord au sud-est de la ville.

## Histoire

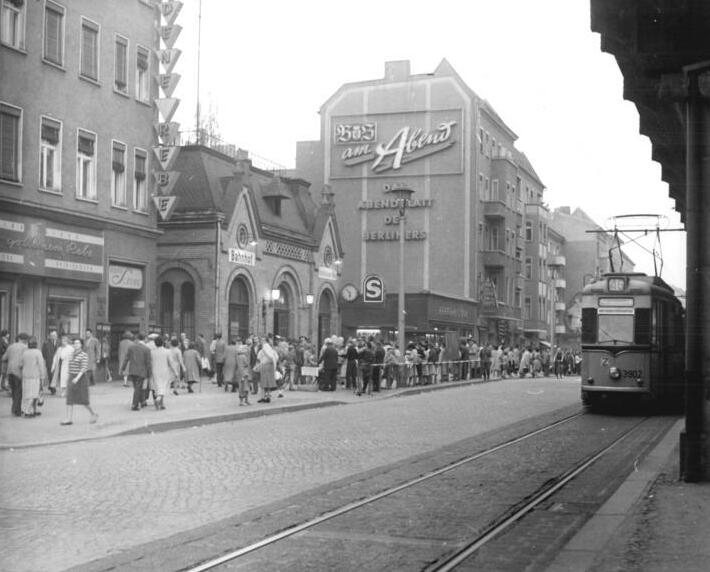
La gare en 1961.

### 1871 — 1913
La première portion de la Ringbahn au nord et à l'est de Berlin a été ouverte le 17 juillet 1871. La ceinture a été opérationnelle en 1877. L'arrêt à la Schönhauser Allee a été ouvert le 1er août 1879. En 1879, la gare s'est dotée d'un bâtiment voyageur construit dans un style architectural académique. Avec la croissance démographique des cités-casernes environnantes, la gare a gagné en importance. La correspondance avec le tramway électrifié a eu lieu après 1900 et avec le métro en 1913.
Le pont de Greifenhagen ou Greifenhagener Brücke a été construit sur le côté oriental de la gare de 1906 à 1911. Un second accès à la gare donnant sur ce pont a été ouvert en 1913, surplombé par un second bâtiment voyageur.